# 木糠

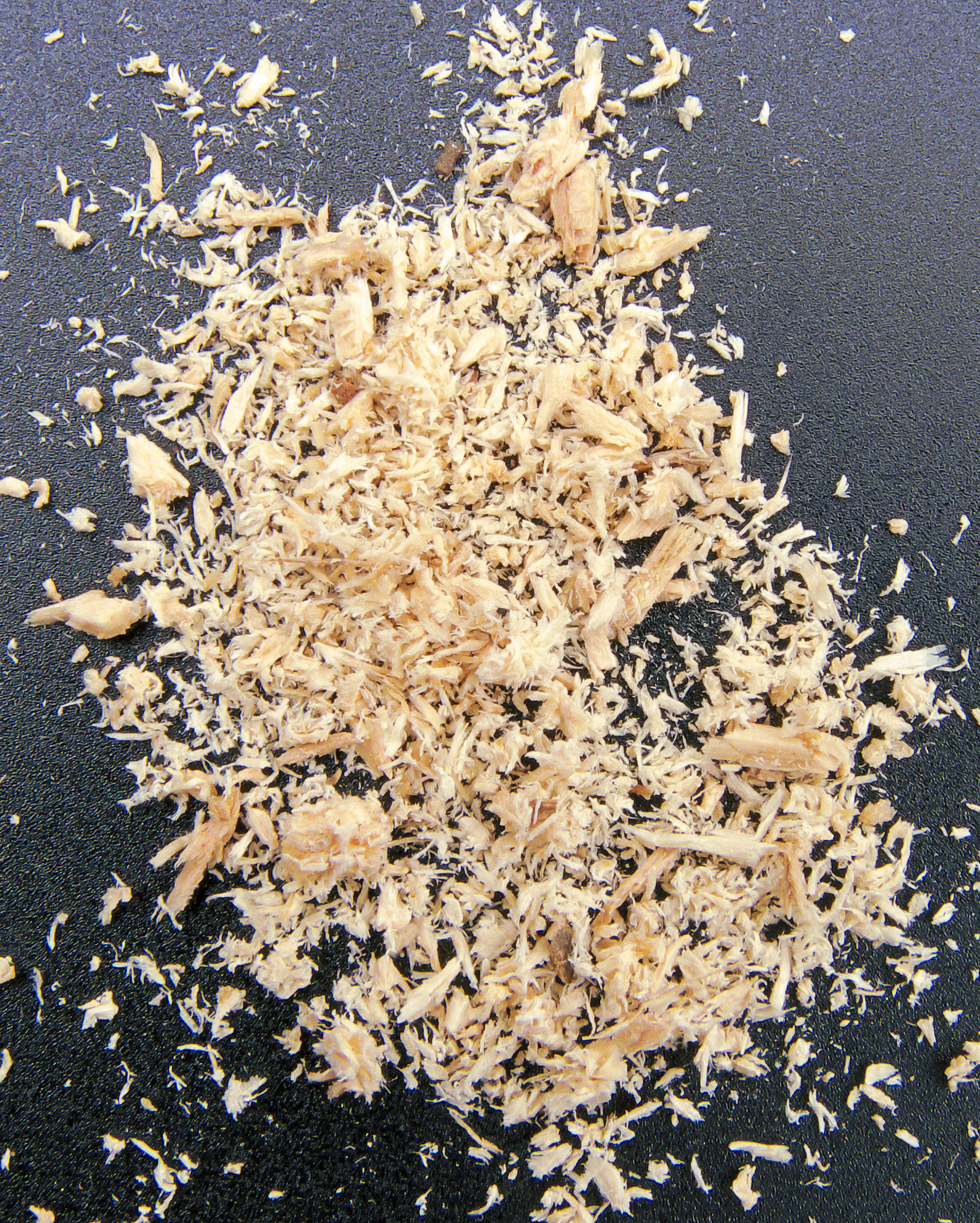
傳統手動鋸子產生的木糠

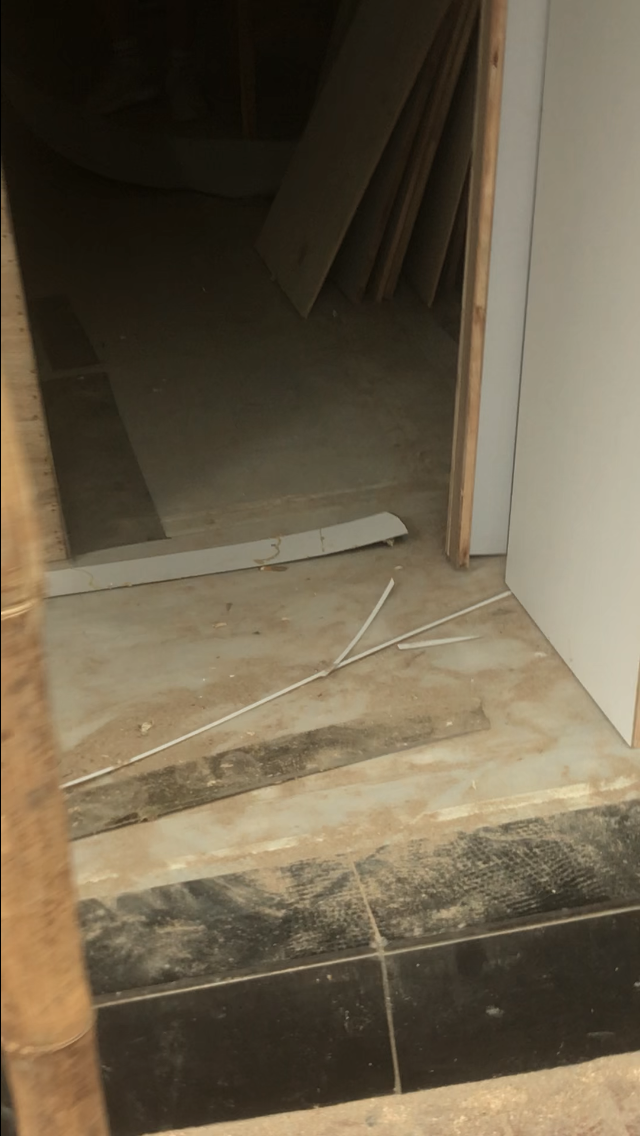
現代電動工具／動力工具產生數量更大、體積更幼細、更容易被揚起、懸浮並被吸入的木糠

木糠是木材在鋸開期間，在鋸片與木互相磨擦時的沫状木屑。木材的打磨、銑削和成型亦會產生木糠。
裝修、翻新等工程（又或DIY作業期間）可於短時間產生大量木糠及其他粉塵，尤以在缺乏防塵措施下使用電動工具（如修邊機等）情況更為嚴重。
木糠可以致癌。經常接觸木糠可以導致鼻腔、喉嚨和鼻竇等的癌症。 
曝露於木糠可引發的狀況包括咳嗽、打噴嚏、刺激性（irritation）、呼吸急促、喉嚨乾燥與喉嚨痛、鼻炎（流鼻涕）、肺活量下降、哮喘、過敏性肺炎、噁心、抽筋、頭痛、頭暈、出汗、發冷、胸悶、呼吸困難、體重減輕、心律不整、結膜炎、皮膚炎以及過敏性接觸性皮膚炎。

## 实际应用

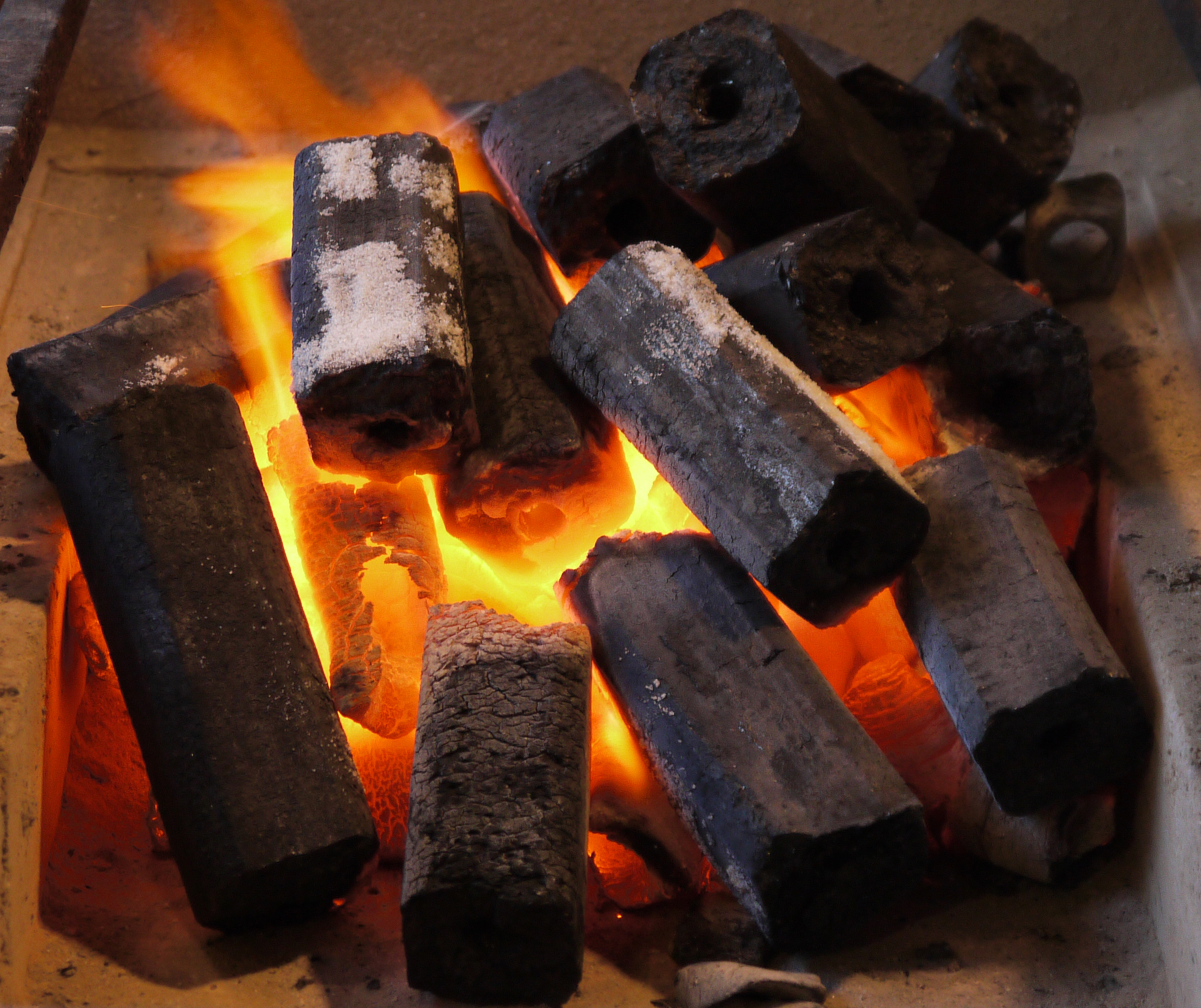
由木屑制成的日本木炭块

過往，木糠的用處不大。有給牲口舖墊或食用。在1950年代的澳門，會把木糠壓成一塊來作燃料用。及至層板的出現，木糠會跟其他如蔗渣之類的廢料混合在一起，成為蔗渣板。
木糠的主要用途有很多。其中刨花板便是一个。粗木糠还可用于木浆。
木糠还可用于生产木炭块。
木槺/木糠可被倒在交通意外導致地面遺下大片油漬的現場, 原因估計是為方便清理或防火作用。
许多食物也有用到木糠。木糠衍生的纤维素可用作面包中的填料。

## 健康危害

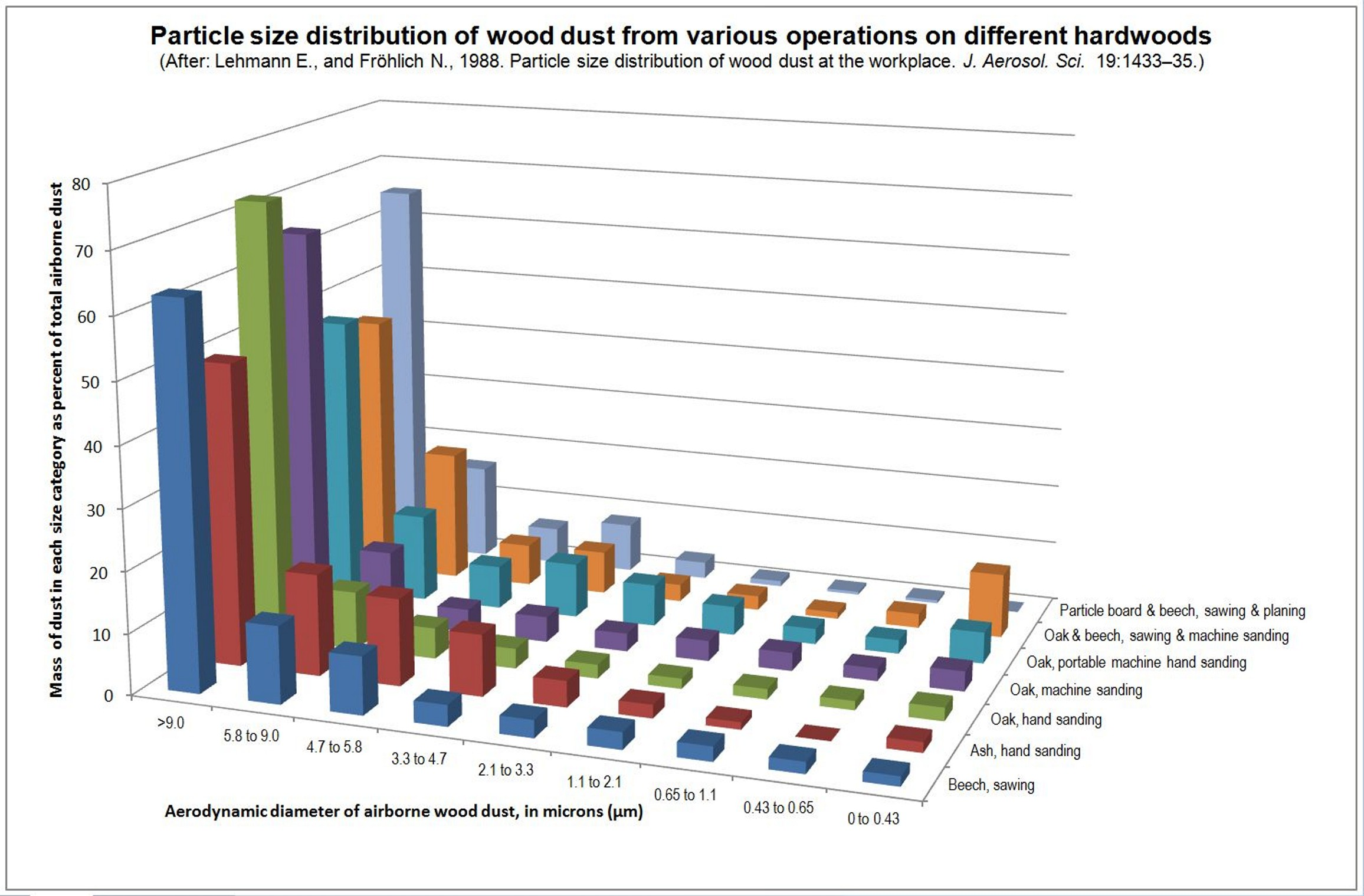
不同加工過程產生的硬木糠粒徑分佈（0-9微米）。僅按木糠的重量測量，而非木糠微粒的數量（粒子數濃度，Particle number concentratio, PNC）

空氣中的木糠和積聚的木糠會帶來多種健康和安全隱患。 木材的打磨、銑削、成型和切割會將木質顆粒釋放到空氣中。這些顆粒會懸浮並被吸入。木糠也可能落在桌面和地板等表面，並在受到干擾時再次懸浮。處理木碎屑覆蓋料和堆肥時，尤其是乾燥狀態下，也可能導致吸入木糠。
塵粒本身會引起咳嗽、打噴嚏或刺激，呼吸急促、喉嚨乾燥疼痛、流鼻涕（鼻炎）和眼黏膜發炎（結膜炎）也可能出現。皮膚炎伴隨乾燥、瘙癢、發紅或起水泡很常見，這可能是由於木材中的化學物質所致，過敏性接觸性皮炎也有可能發生。
對呼吸系統的影響包括「肺容量下降，以及肺部過敏反應，如過敏性肺炎（肺泡和小氣道壁的炎症）和職業性哮喘。過敏性肺炎可能在接觸後數小時或數天內發展，常被誤認為感冒或流感症狀，因為它開始時會出現頭痛、寒顫、出汗、噁心、呼吸困難等。胸悶和呼吸困難可能很嚴重」，如果持續接觸木糠會情況惡化。 生長在木材上的黴菌也可能導致某些過敏性肺炎症狀。「西部紅柏是一種與哮喘發展有明確關聯的木材。」 不同種類的木材有不同的毒性效應。這些化學物質可能通過皮膚、肺部或消化系統進入人體，可能導致呼吸困難、頭痛、痙攣、體重減輕、頭暈和心律不整。
許多樹種的木糠可影響健康，當中包括赤楊（普通、黑、紅）、山毛櫸、樺木、雪松（西部紅）、花旗松、冷杉（大、香脂、銀、高山）、鐵杉、落葉松（歐洲）、桃花心木、楓木、橡木、松木（白、黑、傑克）、楊木、玫瑰木、雲杉、柚木、胡桃木（黑）和紫杉。
木材中使用或塗抹的其他產品也可能有危害，例如殺蟲劑、樹脂、油漆、脫漆劑、黏合劑、膠水、防水化合物、亮漆、清漆、密封劑和染料。
木糠是一種已知的人類致癌物。 它可能導致鼻、喉和鼻竇的癌症。 某些木材及其木屑含有毒素，可能引起嚴重的過敏反應。 健康的成分取決於其來源材料（如天然木材、加工木材或木飾面）。 
吸入空氣中的木糠可能導致過敏性呼吸道症狀、黏膜和非過敏性呼吸道症狀以及癌症。 在美國，致癌因素列表由美國政府工業衛生學家會議（ACGIH）、職業安全與健康管理局（OSHA）和國家職業安全與健康研究所（NIOSH）發布。所有這些組織都承認健木糠與鼻腔和鼻竇的致癌性有關。

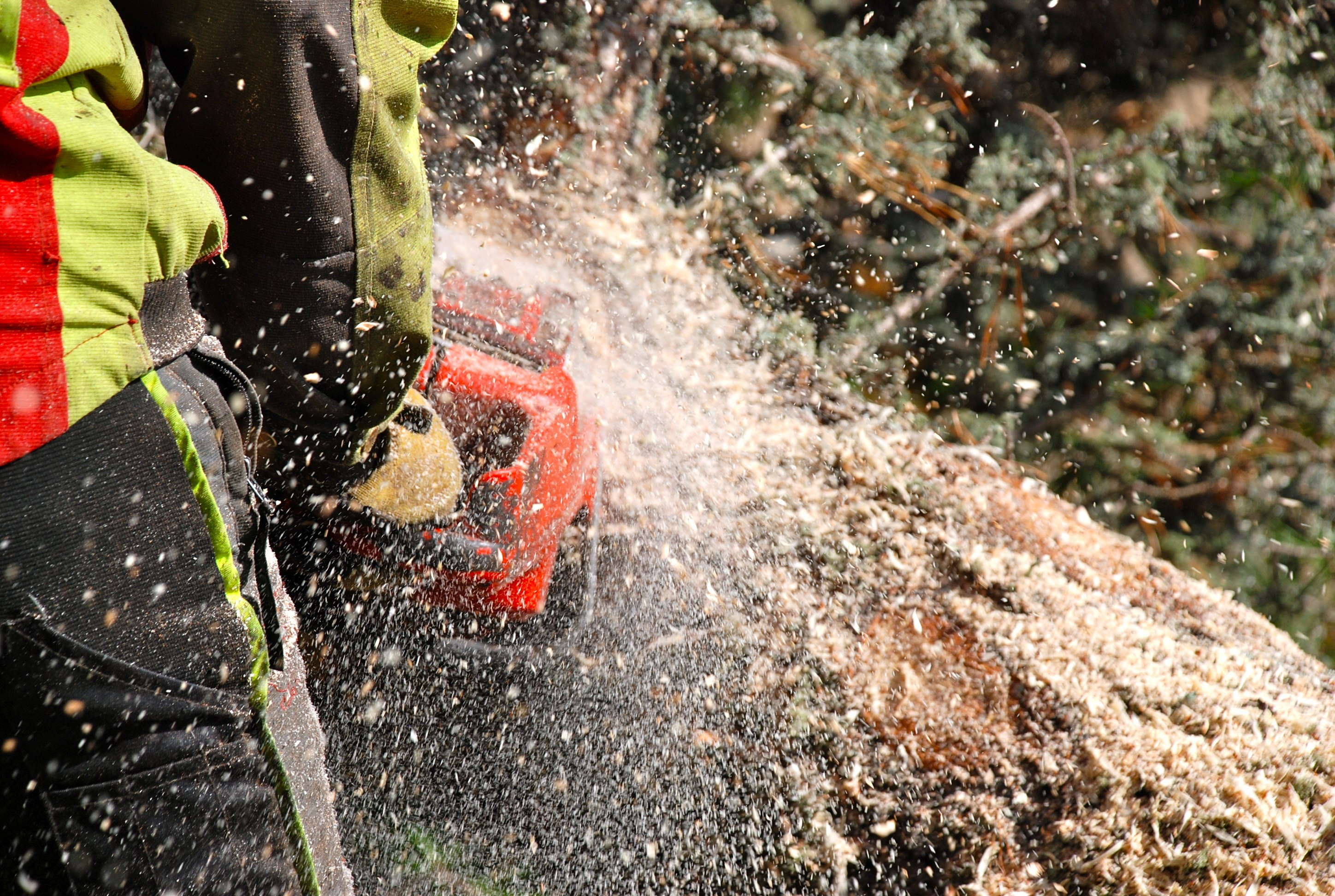
不當使用電動工具切割木材可於短時間內產生大量極細的木糠

人們在工作場所可能通過吸入、皮膚接觸或眼睛接觸暴露於木屑。OSHA設定的工作場所木屑暴露法定限值（允許暴露限值）為8小時工作日總暴露15毫克/立方米，呼吸暴露5毫克/立方米。NIOSH設定的建議暴露限值（REL）為8小時工作日1毫克/立方米。
為減少曝露，可以安裝室內集塵或空氣過濾系統。也可以使用吸塵工作台或鋸罩將顆粒向下吸走。不應使用鼓風機、風扇、掃帚或壓縮空氣來移動木糠。使用HEPA過濾器的吸塵器、濕布清潔、小心密封和處理吸塵器或其他除塵系統中的木糠， 以及「在進入家居、車輛或其他區域前更換沾有木糠的衣物」對於減少暴露也很重要。

## 安全隱患

### 爆炸與火災
木糠易燃，積聚的木糠提供了現成的燃料。空氣中的木糠可能被火花甚至熱量積累點燃，導致粉塵火災或爆炸。

### 環境影響
在鋸木廠，除非重新加工成刨花板、在木糠燃燒器中燃燒或用於為其他加工操作提供熱量，否則木糠可能堆積並將有害滲濾液釋放到當地下水系統中，造成環境危害。這使得小型鋸木廠為此與環境部門鬧僵。。
更令人擔憂的是木質素和脂肪酸等物質，它們在樹木活著時保護樹木免受捕食者侵害，但可能滲入水中並毒害野生動物。這些物質留在樹中，隨著樹木腐爛，它們會慢慢分解。但當鋸木廠加工大量木材時，這些物質大量滲入徑流，其毒性對廣泛的生物有害。

## 相關連結
- 污染與腦部疾病